# Кајзерслаутерн
Кајзерслаутерн је индустријски и универзитетски град у немачкој савезној држави Рајна-Палатинат. У граду и његовој околини смештено је 50.000 војника НАТО савеза.

## Географија
Град се налази на надморској висини од 251 метра. Површина општине износи 139,7 km². У самом граду је, према процјени из 2010. године, живјело 97.436 становника. Просјечна густина становништва износи 697 становника/km². Поседује регионалну шифру (AGS) 7312000, NUTS (DEB32) и LOCODE (DE KLT) код.

## Спорт
Град је био један од домаћина свјетског првенства у фудбалу 2006. године.

## Међународна сарадња
Градови партнери:
- Вашингтон 2000,
- Бункјо-Ку 1988,
- Гимараис 2000,
- Њуам 1974,
- Сен Кентен 1967,
- Дузи 1967,
- Плевен 1999,
- Бања Лука 2003,
- Давенпорт 1960[2]

Градови пријатељи:
- Пекинг 2004,
- Битољ 2003,
- Силкеборг 1993.

Градови у контакту за сарадњу:
- Чаојанг 2005